# Гісгон (син Ганнона Великого)
Гісгон — карфагенський полководець і державний діяч IV ст. до н. е., син Ганнона I Великого.
Здобув славу талановитого полководця ще тоді, коли воював під керівництвом батька Ганнона. Тому після заколоту, організованого батьком, єдиний серед його родичів був не страчений, а відправлений у заслання.
Домігся повернення до Карфагена вже через рік. Численні поразки карфагенських полководців у Сицилії змусили адіру призначити Гісгона головнокомандувачем («рабімаханатом», фінік. ). У 339 р. до н. е. Гісгон домігся миру з сіракузянами і відновлення кордону по лінії річки Галик).
Його син Гамількар був суфетом та відомим командувачем.